# ASA Târgu Mureș
ASA Marosvásárhely (románul: Asociaţia Sportivă Armata Târgu Mureș) egykori sportklub az erdélyi Marosvásárhelyen.

## Története
1964. augusztus 11-én alapították a Hadsereg (Armata) nevű sportegyesületet, amely keretén belül több részleg (labdarúgás, ökölvívás, judo) működött. 2005. június 1-jén anyagi okok miatt megszűnt. 2001-től CS Armata néven működött.

## Labdarúgás
Leghíresebb játékosa Bölöni László volt, aki 1970-től 1984-ig játszott itt.
A csapat eddig 3 UEFA kupán vett részt (1975 és 1978 között), de mindhárom alkalommal már az első fordulóban kiesett. Legjobb eredménye egy 2. hely volt országos szinten.
Az ASA létrehozását annak idején politikai döntés előzte meg. A kommunista párt a hatvanas évek elején úgy érezte, nagyobb ellenőrzés alá kell vonni Marosvásárhely sportéletét, különös tekintettel a labdarúgásra. 1964-ben Banc Iosifnak, a Maros megyei pártbizottság akkori első titkárának döntése értelmében a Mureșul civil csapata megszűnt, és a bukaresti és helyi katonai vezetés bevonása révén megszületett a marosvásárhelyi AS Armata sportklub.
Az AS Armata 2005. június 1-jén szűnt meg pénzhiány miatt. 2001-től a sporttörvényre vonatkozó előírásoknak engedelmeskedve tulajdonképpen a CS Armata néven szerepelt, de a köztudatban megmaradt az ASA név. Megszűnése után a csapat helyét a C osztály 5. csoportjában a nyárádtői Maris vette át, ahová a játékosok egy része át is szerződött. így lett a Marosvásárhelytől 8 kilométerre fekvő község csapata a neves AS Armata utóda.
Pedig az ASA évtizedekig Marosvásárhely büszkesége volt. A szebb napokat is megért ligeti stadion gyepére kifutó játékosok 10-12 ezer nézőt csalogattak ki egy-egy bajnoki rangadóra, nemzetközi kupatalálkozóra. Olyan is volt, hogy 15 ezren szorongtak a 12 ezer férőhelyes létesítményben.